# Логан (Алабама)
Логан (англ. Logan) — невключена територія в окрузі Каллмен, штат Алабама, США.

## Демографія
Станом на липень 2007 на території мешкало 3694 осіб.
Чоловіків — 1877 (50.8 %);

Жінок — 1817 (49.2 %).
Медіанний вік жителів: 35.2 років;
по Алабамі: 35.8 років.

### Доходи
Розрахунковий медіанний дохід домогосподарства в 2009 році: $38,516 (у 2000: $33,919);
по Алабамі: $40,489.
Розрахунковий дохід на душу населення в 2009 році: $19,169.
Безробітні: 0,7 %.

### Освіта
Серед населення 25 років і старше:
Середня освіта або вище: 72,9 %;

Ступінь бакалавра або вище: 12,1 %;

Вища або спеціальна освіта: 5,9 %.

### Расова / етнічна приналежність
Білих — 3,428 (96.4 %);

 Латиноамериканців — 84 (2.4 %);

 Індіанців — 17 (0.5 %);

 Відносять себе до 2-х або більше рас — 18 (0.5 %);

 азіатів — 7 (0.2 %);

 Афроамериканців — 1 (0.03 %);

 Інші — 1 (0.03 %).

## Нерухомість
Розрахункова медіанна вартість будинку або квартири в 2009 році: $106,402 (у 2000: $81,800);
по Алабамі: $119,600.